# U-Bahn-Linie 35 (Bochum)
| \| \| \| Schloß Strünkede \| \| \| \| Herne Bf \| \| \| \| Herne Mitte \| \| \| \| Archäologie-Museum/Kreuzkirche \| \| \| \| Hölkeskampring \| \| \| \| Berninghausstraße \| \| \| \| Stadtgrenze Herne–Bochum \| \| \| \| Rensingstraße \| \| \| \| Riemke Markt \| \| \| \| Zeche Constantin \| \| \| \| Feldsieper Straße \| \| \| \| Deutsches Bergbau-Museum \| \| \| \| Bochum Rathaus (Nord) \| \| \| \| Bochum Hbf (Turmbahnhof, tief) \| \| \| \| Oskar-Hoffmann-Straße \| \| \| \| Waldring \| \| \| \| Rampe Universitätsstraße \| \| \| \| Wasserstraße \| \| \| \| Brenscheder Straße \| \| \| \| Markstraße \| \| \| \| Gesundheitscampus (ehem. Bellenkamp/Klinikum) \| \| \| \| Ruhr-Universität \| \| \| \| Lennershof (BO) \| \| \| \| Hustadt (TQ) \| \| \| \| Technologiequartier (geplant) \| \| \| \| Hochschule Bochum (geplant) \| |  |                                               |                                               |
| U-Bahn-Kopfbahnhof Streckenanfang (im Tunnel) |  | Schloß Strünkede                              | Schloß Strünkede                              |
| U-Bahn-Bahnhof mit S-Bahn-Halt (im Tunnel) |  | Herne Bf                                      | Herne Bf                                      |
| U-Bahn-Bahnhof (im Tunnel) |  | Herne Mitte                                   | Herne Mitte                                   |
| U-Bahn-Bahnhof (im Tunnel) |  | Archäologie-Museum/Kreuzkirche                | Archäologie-Museum/Kreuzkirche                |
| U-Bahn-Bahnhof (im Tunnel) |  | Hölkeskampring                                | Hölkeskampring                                |
| U-Bahn-Bahnhof (im Tunnel) |  | Berninghausstraße                             | Berninghausstraße                             |
| U-Bahn-Grenze (im Tunnel) |  | Stadtgrenze Herne–Bochum                      | Stadtgrenze Herne–Bochum                      |
| U-Bahn-Bahnhof (im Tunnel) |  | Rensingstraße                                 | Rensingstraße                                 |
| U-Bahn-Bahnhof (im Tunnel) |  | Riemke Markt                                  | Riemke Markt                                  |
| U-Bahn-Bahnhof (im Tunnel) |  | Zeche Constantin                              | Zeche Constantin                              |
| U-Bahn-Bahnhof (im Tunnel) |  | Feldsieper Straße                             | Feldsieper Straße                             |
| U-Bahn-Bahnhof (im Tunnel) |  | Deutsches Bergbau-Museum                      | Deutsches Bergbau-Museum                      |
| U-Bahn-Bahnhof (im Tunnel) |  | Bochum Rathaus (Nord)                         | Bochum Rathaus (Nord)                         |
| U-Bahn-Bahnhof mit S-Bahn-Halt (im Tunnel) |  | Bochum Hbf (Turmbahnhof, tief)                | Bochum Hbf (Turmbahnhof, tief)                |
| U-Bahn-Bahnhof (im Tunnel) |  | Oskar-Hoffmann-Straße                         | Oskar-Hoffmann-Straße                         |
| U-Bahn-Bahnhof (im Tunnel) |  | Waldring                                      | Waldring                                      |
| U-Bahn-Tunnelende |  | Rampe Universitätsstraße                      | Rampe Universitätsstraße                      |
| U-Bahn-Bahnhof |  | Wasserstraße                                  | Wasserstraße                                  |
| U-Bahn-Bahnhof |  | Brenscheder Straße                            | Brenscheder Straße                            |
| U-Bahn-Bahnhof |  | Markstraße                                    | Markstraße                                    |
| U-Bahn-Bahnhof |  | Gesundheitscampus (ehem. Bellenkamp/Klinikum) | Gesundheitscampus (ehem. Bellenkamp/Klinikum) |
| U-Bahn-Bahnhof |  | Ruhr-Universität                              | Ruhr-Universität                              |
| U-Bahn-Bahnhof |  | Lennershof (BO)                               | Lennershof (BO)                               |
| U-Bahn-Kopfbahnhof Strecke ab hier außer Betrieb |  | Hustadt (TQ)                                  | Hustadt (TQ)                                  |
| U-Bahn-Bahnhof (Strecke außer Betrieb) |  | Technologiequartier (geplant)                 | Technologiequartier (geplant)                 |
| U-Bahn-Kopfbahnhof Streckenende (Strecke außer Betrieb) |  | Hochschule Bochum (geplant)                   | Hochschule Bochum (geplant)                   |

Die U35 CampusLinie der Stadtbahn Bochum verbindet die Städte Bochum und Herne und hat 22 Stationen. Sie beginnt im Herner Stadtteil Baukau am Schloss Strünkede, hat Stationen in der Herner Innenstadt und am dortigen Bahnhof, führt durch den Bochumer Stadtteil Riemke, unterquert den Bochumer Hauptbahnhof und führt oberirdisch durch Querenburg über die Ruhr-Universität zur Endhaltestelle Hustadt. Mit rund 85 000 Fahrgästen täglich ist sie die meistbenutzte Linie der Bochumer Stadtbahn. Betrieben wird sie von der Bogestra.

## Verlauf

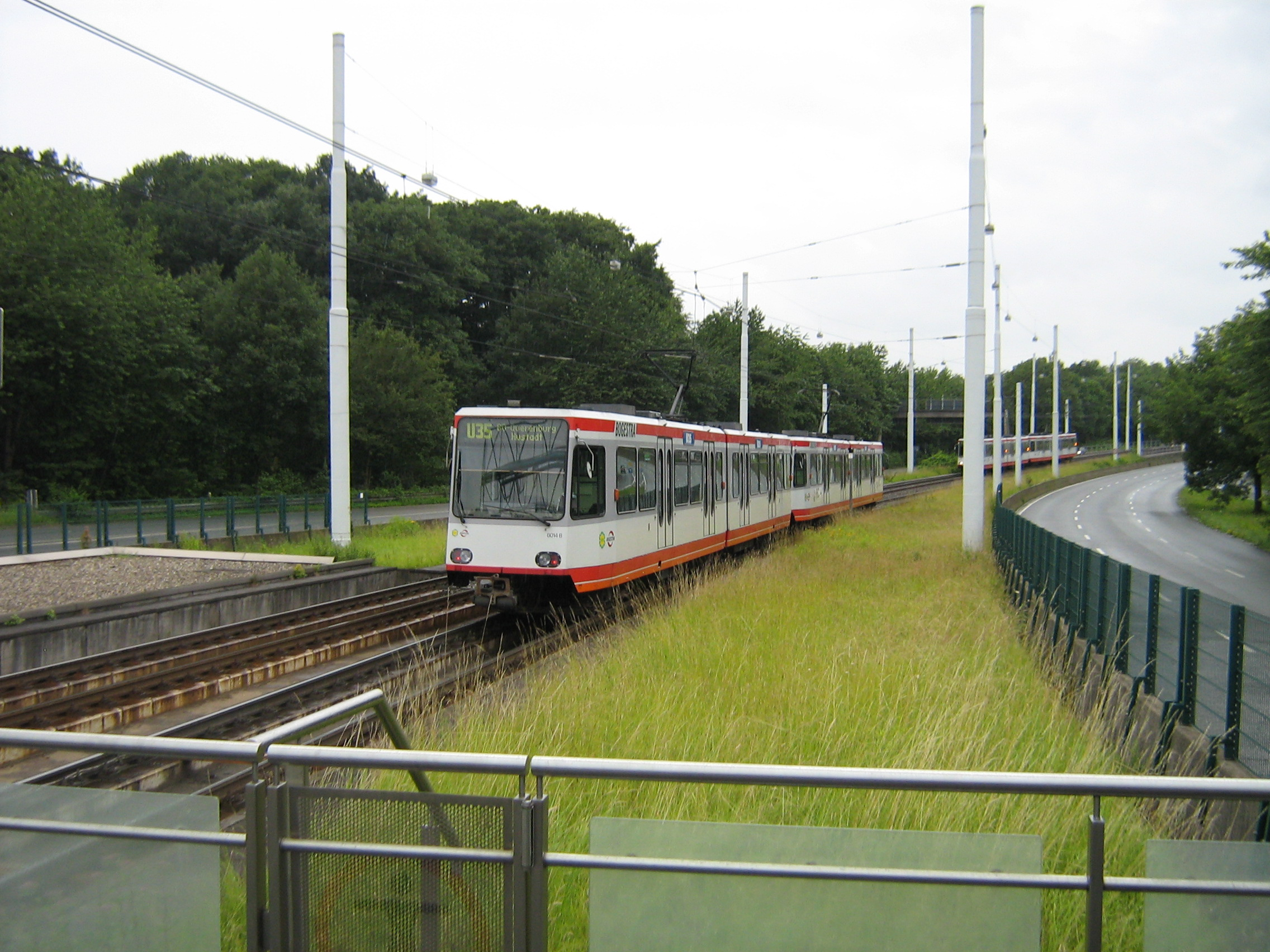
Auf der Universitätsstraße verkehren die Züge in Mittellage

Die U35 beginnt im Herner Stadtteil Baukau am Schloß Strünkede. Sie unterquert den Herner Bahnhof und passiert (zwischen den Haltestellen Berninghausstraße und Rensingstraße) unterirdisch die Stadtgrenze Herne/Bochum. Bedeutende unterirdische Stationen auf Bochumer Stadtgebiet sind Deutsches Bergbau-Museum, Bochum Rathaus (Nord) und Bochum Hauptbahnhof. Letzte unterirdische Station in Richtung Hustadt ist Waldring; ab der Station Wasserstraße führt sie oberirdisch in Mittellage der Universitätsstraße bis zur Endstation Hustadt. Alle oberirdischen Halte in diesem Bereich sind stadtbahnmäßig ausgebaut. Die oberirdische Strecke verläuft komplett auf eigenem Bahnkörper und weist lediglich zwischen den Haltestellen Wasserstraße und Brenscheder Straße höhengleiche Kreuzungen auf. An diesen insgesamt drei Kreuzungen besitzt sie jedoch eine Vorrangschaltung. Damit entspricht die U35 fast einer Voll-U-Bahn.
Die Betriebswerkstatt befindet sich an der Hofsteder Straße 252 in Riemke auf dem ehemaligen Gelände von Schacht 2 der Zeche Vereinigte Constantin der Große. Dort werden zeitweise Konzertveranstaltungen unter dem Namen Musik in der Werkstatt durchgeführt.

## Geschichte
Der erste Abschnitt der U35 von Herne Schloß Strünkede bis zum Bochumer Hauptbahnhof wurde am 2. September 1989 eröffnet. Damit erfüllte die Linie bis zur nächsten Verlängerung kurzzeitig die Bedingungen, um als U-Bahn-Linie zu gelten, insbesondere die vollständige Kreuzungsfreiheit mit anderen Verkehren. Im November 1993 wurde der Abschnitt Bochum Hauptbahnhof – Hustadt in Betrieb genommen. Dazu wurden die alten Stationen komplett umgebaut, da die Betonarchitektur aus den 1970er-Jahren inzwischen als zu wuchtig und unmodern angesehen wurde. Die Haltestelle Klinikum wurde bei Umstellung auf Stadtbahnbetrieb aufgegeben, da die geplante Universitätsklinik nicht realisiert wurde.

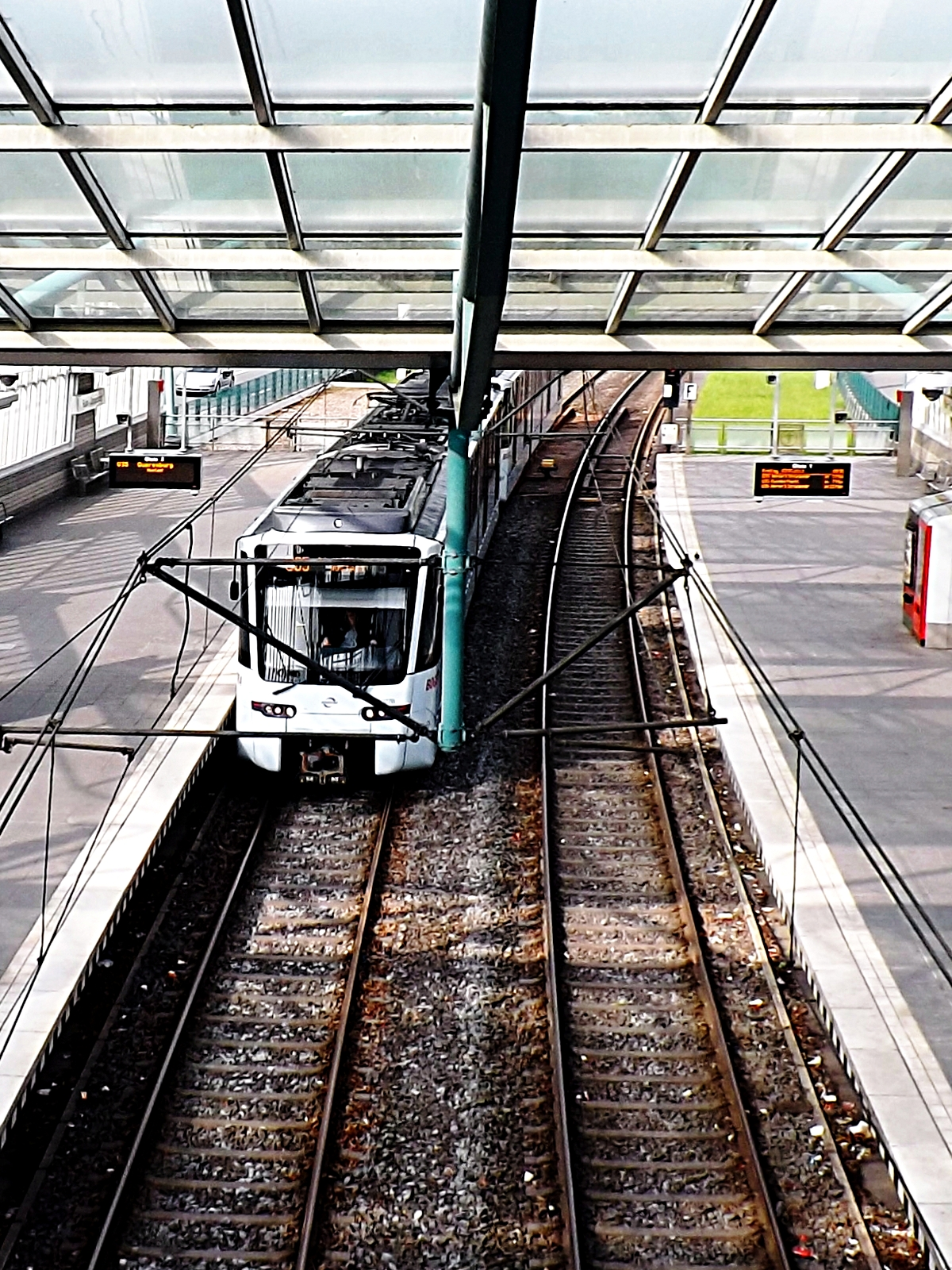
U35 CampusLine an der Haltestelle Ruhr-Universität

Vor Eröffnung der U35 verkehrte die Straßenbahnlinie 305 zwischen Herne Bahnhof und der Hustadt in Querenburg. Zwischen 1989 und 1993 fuhr übergangsweise die 306 von Wanne-Eickel Hauptbahnhof zur Hustadt. Sowohl die Linien (30)5 als auch 306 wurden während der Vorlesungszeiten an der Ruhr-Universität durch Busse verstärkt, da die damaligen etwa 20 Meter langen Fahrzeuge das Verkehrsaufkommen zwischen Hauptbahnhof und Universität trotz Fünfminutentakt nicht bewältigen konnten. Erst seit die Linie 1993 auf die 28 Meter langen B-Wagen umgestellt wurde, die zudem noch zumindest teilweise in Doppeltraktion verkehrten, konnte die Bogestra auf diese Verstärker-Busse verzichten.
Um einen reinen Doppeltraktionsbetrieb zu gewährleisten, wurden zwischen 2007 und 2008 sechs Triebwagen vom Typ Tango beschafft. Im Frühjahr 2021 wurden weitere sechs Triebwagen in Betrieb genommen.
Auf Wunsch der Stadträte von Bochum und Herne erhielt die Linie U35 am 12. Juni 2011 den Zusatz CampusLinie.
Statt der alten Haltestelle Klinikum wurde am 18. November 2017 die neue Station Gesundheitscampus eröffnet, die den geplanten Biomedizinpark und den Gesundheitscampus NRW besser an den öffentlichen Nahverkehr anbindet.

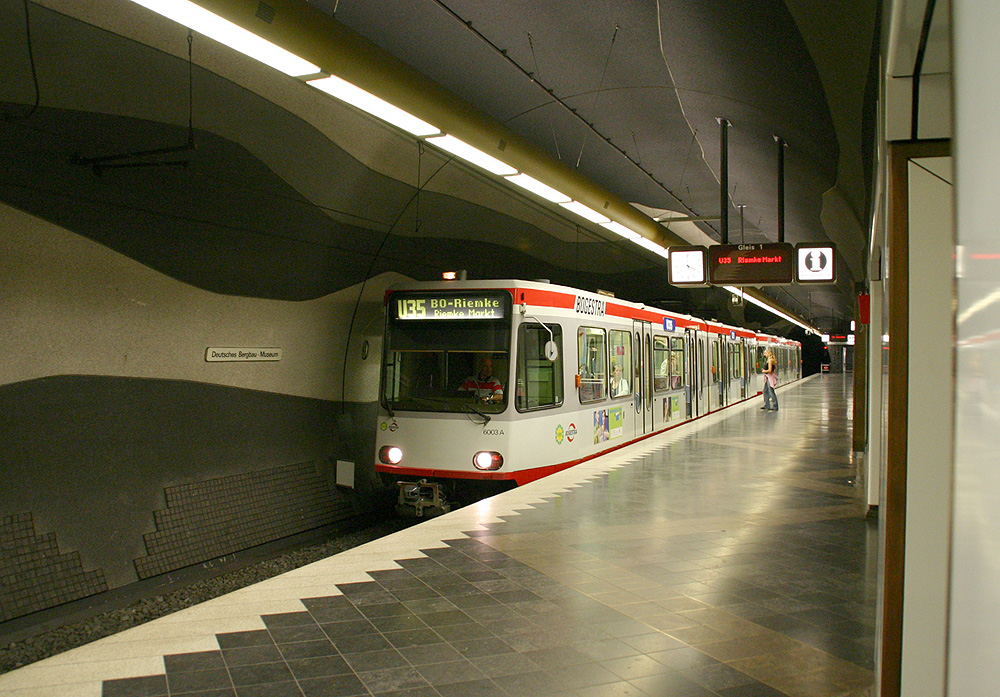
U-Bahnhof Deutsches Bergbau-Museum

## Planung
Hinter der Endhaltestelle Hustadt befindet sich eine nach rechts über die Fahrbahn schwenkende Brücke, die als Vorleistung für die Verlängerung der damaligen Straßenbahnstrecke nach Witten gebaut wurde. Statt dieser ursprünglich geplanten Verlängerung  soll die U35 neuesten Planungen zufolge in Zukunft bis zur Fachhochschule in Querenburg verkehren. Sollte dieses Vorhaben realisiert werden, ist eine Verlängerung bis Witten gemäß der alten Stadtbahnpläne ohne Aufspaltung in zwei Linien nahezu unmöglich. Ein Weiterbau zum Kemnader See wäre dagegen auch dann denkbar. Es wurde allerdings im Rahmen der IGVP mit einem nicht ausreichenden Kosten-Nutzen-Koeffizienten bewertet.
Eine weitere Verlängerung von Herne nach Recklinghausen (die vor der U35 bis 3. Oktober 1982 bestehende Straßenbahnlinie von Herne nach Recklinghausen ist dafür ein Vorbild) ist darüber hinaus in Planung, wurde aber ebenfalls nach IGVP mit einem nicht ausreichenden Kosten-Nutzen-Koeffizienten bewertet. Beide Projekte sind damit als Vorhaben der Stufe 2 im Rahmen des Bedarfsplans Schiene eingestuft; eine Realisierung ist somit unrealistisch.
Die hauptsächlich eingesetzten 25 Gelenkwagen vom Typ B80D sollen technisch von Stadler-Rail überholt werden, da für die aktuelle technische Ausrüstung die Ersatzteilbeschaffung nicht mehr planbar ist. Damit verbunden ist die Anschaffung sechs neuer Wagen des Typs »Tango« von Stadler. Mit der Modernisierung der B80D sollen sie mit den »Tango«-Einheiten auch elektrisch kuppel- und vielfachsteuerbar werden. Gemischte Doppeltraktionen wären damit also möglich. Für die sechs bereits vorhandenen Tango-Wagen wurde die ursprünglich spezifizierte elektrische Kuppelbarkeit mit den B80D noch vor der Auslieferung aufgegeben. Sie sind nur mechanisch kuppelbar.